# Ave Maria (Bach/Gounod)

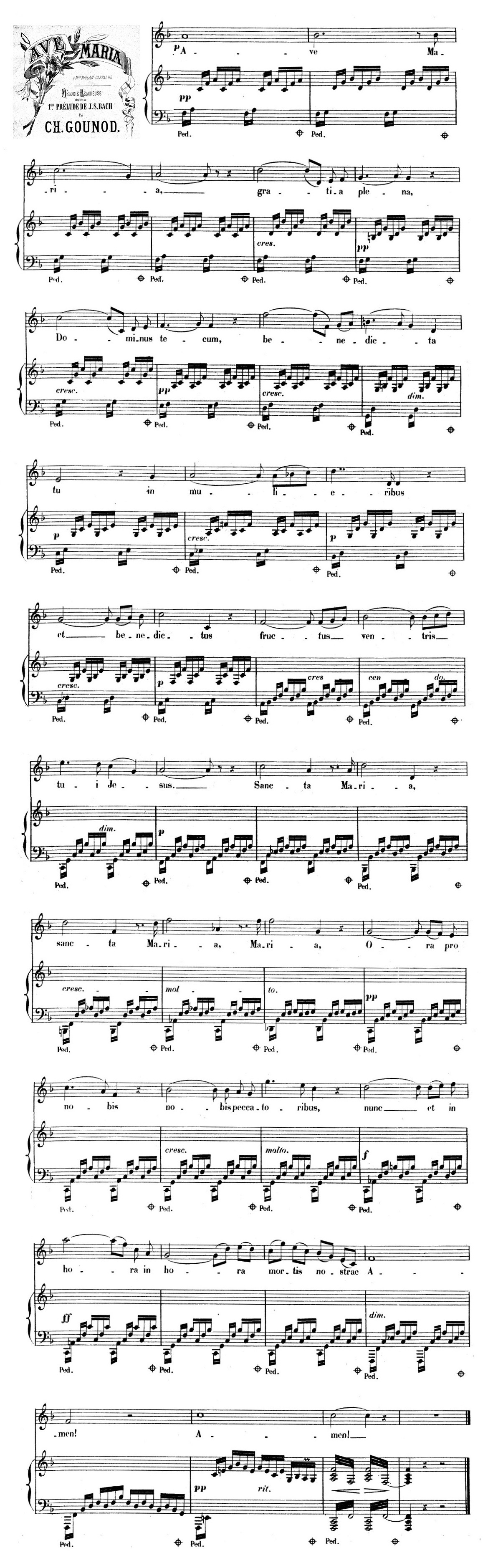
Ave Maria von Bach/Gounod, Partitur

Das Ave Maria von „Bach/Gounod“, eigentlich Méditation sur le premier Prélude de J. S. Bach, ist eine Komposition von Charles Gounod für Gesang (oder ein Melodieinstrument) und Klavier unter Verwendung des Präludiums in C-Dur aus dem 1. Teil des Wohltemperierten Klaviers von Johann Sebastian Bach sowie des Texts des Ave Maria. Es ist eines der bekanntesten Stücke der klassischen Musik.

## Entstehung
Gounod komponierte das Stück 1852 als Improvisationsübung während seines Studiums. 1859 wurde es mit dem Text des lateinischen Gebets Ave Maria unterlegt.

## Aufbau
Das Werk basiert auf dem Präludium Nr. 1 in C-Dur aus Bachs Wohltemperiertem Klavier (BWV 846), einer harmonischen Studie aus gebrochenen Akkorden. Gounod übernahm den Satz weitgehend unverändert. Die ersten vier Takte, eine C-Dur-Kadenz, stellte er als Vorspiel voran, um sie dann mit dem Einsatz seiner Melodie zu wiederholen.
Hinter dem originalen Takt 22 enthält Gounods Version entsprechend der von ihm verwendeten Czerny-Ausgabe (1837) den von Christian Friedrich Gottlieb Schwencke hinzugefügten Takt, der eine scheinbar unvollständige Viererperiode vervollständigt und zwischen zwei verminderten Septakkorden vermittelt. Die Singstimme erhält dadurch Raum für ein weiteres expressives „Maria!“
Gounod ergänzte eine Tempovorschrift (Moderato), Pedalangaben für das Klavier sowie dynamische Bezeichnungen. Außerdem veränderte er im drittletzten Takt die Reihenfolge der Akkordbrechung. Über die so gewonnene Begleitung setzte er seine eigene Melodie mit dem Gebetstext.

## Einordnung
Damit steht Gounod in der langen Reihe von Komponisten, die sich Bach nähern, indem sie dessen Werke als Basis für eigene Kompositionen verwenden (weitere Beispiele sind die Zehn Präludien nach dem Wohltemperierten Klavier Opus 137a für Violoncello und Klavier von Ignaz Moscheles oder die Fantasia Contrappuntistica von Ferruccio Busoni).
Die hybride Komposition ist also eine Kombination aus der harmonischen Entwicklung und dem Bewegungsmuster von Bachs Präludium, das zur reinen Begleitung verwendet wird, und Gounods Melodie mit ihrem weiten Tonumfang und ihrer weitgespannten Dynamik, die das Ergebnis stilistisch stark in das romantische Idiom drängt.
Als Komponist wird meist „Bach/Gounod“ angegeben – auch, um die Komposition so von Gounods eigener Ave-Maria-Vertonung zu unterscheiden.

## Rezeption
Das Werk erfreut sich großer Beliebtheit und wird gerne zur musikalischen Ausgestaltung feierlicher Anlässe verwendet. Neben Schuberts Version ist das Ave Maria von Bach/Gounod zu einer festen Größe bei Beerdigungen und Hochzeitsmessen geworden. Neben der Originalversion für Klavier und Gesangsstimme sind mittlerweile zahlreiche Bearbeitungen für praktisch jede denkbare Instrumentenkombination und auch Soloinstrumente entstanden. Insbesondere haben viele Popmusiker und Gesangssolisten das Stück in ihr Repertoire aufgenommen.